# Synanthedon pamphyla
Synanthedon pamphyla is een vlinder uit de familie wespvlinders (Sesiidae), onderfamilie Sesiinae.
Synanthedon pamphyla is voor het eerst wetenschappelijk beschreven door Kallies in 2003. De soort komt voor in het Palearctisch gebied.